# Ott Lepland
Ott Lepland (født 17. maj 1987) er en estisk sanger. Han repræsenterede Estland ved Eurovision Song Contest 2012 med sangen "Kuula".